# Rinaldo Moresco
Rinaldo Moresco, né le 15 janvier 1925 à Bargagli,, est un coureur cycliste italien. Professionnel de 1950 à 1956, il obtient plusieurs succès au cours de sa carrière, comme une victoire sur le Tour des Apennins en 1951 ou sur le Tour de Toscane l'année suivante.

## Palmarès

### Palmarès amateur
- 1949
  - Coppa Primavera Rapallese
  - Milan-Arenzano
  - Modène-Abetone-Montecatini
  - Coppa Tollari
  - 3e étape du Tour de Ligurie
  - 3e de Milan-Rapallo
- 1950
  - Coppa Primavera Rapallese
  - 3e de Milan-Tortone

### Palmarès professionnel
- 1950
  - 1re et 3e étapes du Tour de Sicile
- 1951
  -  Champion d'Italie des indépendants
  - Tour des Apennins
  - 2e du Tour du Latium
  - 2e du Gran Premio Industria in Belmonte-Piceno
  - 2e du Trophée Matteotti
- 1952
  - Tour de Toscane
  - 3e du championnat d'Italie sur route
  - 3e du Tour des Apennins
  - 10e de Milan-San Remo

## Résultats sur le Tour d’Italie
3 participations
- 1951 : 21e
- 1952 : 43e
- 1953 : 36e